# Bistrița Bârgăului, Bistrița-Năsăud
Bistrița Bârgăului (în maghiară: Borgóbeszterce) este satul de reședință al comunei cu același nume din județul Bistrița-Năsăud, Transilvania, România.

## Istoric
Meleagurile localității Bistrița-Bârgăului au fost locuite din timpuri străvechi, la „intrarea de camuflaj” din pădurea seculară dintre Munții Călimani și Munții Bârgăului. În perioada ocupației romane, existau „băi de aur” sub muntele Bistriciorul, fapt atestat de uneltele de tip roman găsite în galeriile stăvechi. Bistrița-Bârgăului a făcut parte din cele 44 așezări grănicerești ale Imperiului Austro–ungar, din zona Năsăudului și Bistriței. Bărbații satelor au devenit grăniceri și faceau instrucție pentru serviciul de frontiera printr-o disciplină severă. Ei aveau puscă acasa, ținuta militară era alcatuită din hainele de acasă peste care purtau sumane din pănura neagră. De aceea soldații se numeau „cătanele negre”. În anul 1898 a fost finalizată construcția căii ferate pe distanța Bistrița – Bistrița-Bârgăului, care a facilitat transportul persoanelor și a mărfurilor, îndeosebi materialul lemnos exploatat din pădurile locale. În anii 1920–1924 s-a construit și calea ferată, îngustă, pe distanța Bistrița-Bârgăului – Colibița și până sub muntele Dalbidan și Colbu (cca 30 km) care asigură transportul lemnului exploatat din păduri spre fabrica de cherestea Bistrița-Bârgăului. Aceasta a fost desfiintată însă în anul 1968, transportul făcandu-se apoi, auto, numai pe drumurile pietruite. Astazi, Bistrița-Bârgăului face parte din cele 5 comune (Livezile-Bârgăului, Josenii-Bârgăului, Prundu-Bârgăului, Bistrița-Bârgăului și Tiha-Bârgăului) asezate pe o vale: Valea Bârgăului, denumita sugestiv uneori – „Țara Bârgăului”.

## Personalități
Vasile Pavel, preot în Bistrița Bârgăului, a scris după 1876 Istoria comunei Borgo-Bistrița.

## Obiective turistice
Rezervațiile naturale:
- „Valea Repedea” (222 ha)
- „Tăul Zânelor” (15 ha)
- „Cheile Bistriței Ardelene” (50 ha)
- „Stâncile Tătarului” (25 ha).